# 扉の冬
『扉の冬』（とびらのふゆ）は、1973年9月21日に発売された吉田美奈子通算1作目のスタジオ・アルバム。

## 背景
1969年、吉田美奈子は東邦音楽大学付属高等学校のフルート学科に入学。友人とエイプリル・フールを見に行ったことから知り合った細野晴臣、松本隆の勧めで曲を書くようになり、やがて第一期ブルース・クリエーションのベーシストだった野地義行とのデュオ“ぱふ”を結成した。吉田によれば「どうも小さい頃から低音部が好きだったんです。で、ピアノとエレクトリック・ベースとのデュオっておもしろいと思って。私はコードを弾きながら歌う、その間を、ルートじゃなくメロディ・ラインを弾くベースがずっと縫っていくという…すごく斬新だったのよ、ぱふって」という。
ぱふの活動は1年足らずと短かった。が、その前から始まった細野らとの交流から、外の世界での活動が増えていった。初ステージは1969年、都市センターホールで上演されていた東京キッドブラザースのミュージカルで、同劇団で演奏を担当していたエイプリル・フールをバックに、同じく美術を担当していたペーター佐藤とのデュエット。はっぴいえんどのライブに参加。やがて、ピアノの弾き語りでステージに立つようにもなった。その頃から、多くの人々が集まるペーターのアトリエ（2段ベッドを二つ装備していたという）に居候するようになり、そこから通学するようになった。アルバイトや夜はペーターのコラージュの手伝いなどをするうちに次第に学校への足が遠のき、“外に出たほうが面白いし学ぶことも多い”と、2年で学校をドロップ・アウトした。
ぱふでの活動が終了した1970年からは自身のライブ活動と並行してスタジオでセッションの仕事もするようになり、大滝詠一『大瀧詠一』や頭脳警察『頭脳警察セカンド』に参加した。吉田によれば「はっぴいえんどにはピアノがいないじゃないですか。で、弾くことになったのだけれど、私はキーボード・プレイヤーじゃないですから本当にコード弾くだけのバックのピアノ。ただ、歌詞に合わせてグリスしたり、擬音を入れたりするのは得意でした。岡林信康さんのアルバムで初めて触るハモンドB-3を弾いたり、頭脳警察のアルバムでピアノ弾いたり…乱暴ですよね。やってみて、失敗して、失礼しましたって言って。でも何でも試した。本当ですか?っていう仕事、いっぱいやってます」と、インタビューで答えている。

## 録音、制作
1971年、当時所属していたプロダクション“風都市”を通じてトリオ・レコード傘下のレーベル“ショーボート”と契約。翌1972年、キャラメル・ママをバックに、ファースト・ソロ・アルバムの本作『扉の冬』が制作された。アルバムについて吉田は「ティン・パン・アレーなんかのツアーに参加していたこともあって、ショーボート・レーベルから話を持ちかけられ、まあ1枚って。ピアノ弾きながら歌ったんです。だからピアノと歌の呼吸が混ざったプリミティヴな状態がそのまま出てる。私はそんなに融通が利かないから、一番やりやすい方法ということで、私のピアノと歌に合わせて、キャラメル・ママにサウンドを付けてもらうという感じでした」としている。『扉の冬』は全曲、吉田の作。プロデュースは細野、吉田、吉野金次、アレンジには吉田とキャラメル・ママの名前がクレジットされている。
JASRACに於いては、本作収録作品はすべて「出典：PO (出版者作品届)」と登録されているもののJASRAC作品データベースに特定の出版者は掲載されていない。故に本作収録作品の著作権表記はすべて“©1973 by MINAKO YOSHIDA.”となる。

## 音楽性、作曲、構成
本作において、ブラック・ミュージックが細やかに伝わってくる、洗練された演奏。だが、コアにあるのはピアノと歌、それもとても静謐なそれ。歌の感じがずいぶんと違う印象があるがそれは、弾き語りだったからだろうと、吉田は言う。吉田がシンガー・ソングライターとして歩みだす最初期以前から彼女を知る、身近な仲間のサポートを得て現出した吉田美奈子の世界、音楽だった。
A-4「ねこ」とA-3「扉の冬」はシングル・カットされ、アルバムと同日発売された。A-4「ねこ」、B-1「変奏」、B-4「週末」はアルバム発売と同日、文京公会堂にて行われたはっぴいえんどラスト・ライヴ“CITY -LAST TIME AROUND-”でも演奏され、ライブ・アルバムにも収録された。1975年のフル・バンド・ライブを収めた『MINAKO II –Live at Sun Plaza Hall October 3,1975–』では、佐藤博アレンジによる、メドレー形式で「外はみんな」「扉の冬」「かびん」「週末」の歌唱が収録されている。

## アートワーク、パッケージ
ジャケットはゲートフォールド仕様で内側の見開きには井出情児撮影による吉田の写真が右側に、キャラメル・ママのメンバー個別の写真が左側に、それぞれ掲載されている。
アルバムの帯（茶帯）には以下のキャッチコピーが記載されている。
その後、同一品番でシングル・ジャケットに変更後、帯（青帯）のキャッチコピーは以下のように変更された。

## 収録曲

### SIDE A
1. 外〈おもて〉はみんな  –  (2'53")
  - Song written by Minako Yoshida
  - ©73, City music
  - アレサ・フランクリン「ロック・ステディ」に触発されて書いたという曲[3]。
2. 待ちぼうけ  –  (4'38")
  - Song written by Minako Yoshida
  - ©73, City music
3. 扉の冬  –  (2'41")
  - Song written by Minako Yoshida
  - ©73, City music
4. ねこ  –  (3'08")
  - Song written by Minako Yoshida
  - ©73, City music
5. 綱渡り  –  (3'57")
  - Song written by Minako Yoshida
  - ©73, City music
  - 接点のあった舞台演劇からの影響もうかがえる実験的な楽曲[3]。

### SIDE B
1. 変奏  –  (3'10")
  - Song written by Minako Yoshida
  - ©73, City music
2. かびん  –  (4'12")
  - Song written by Minako Yoshida
  - ©73, City music
3. ひるさがり  –  (3'13")
  - Song written by Minako Yoshida
  - ©73, City music
4. 週末  –  (3'52")
  - Song written by Minako Yoshida
  - ©73, City music

## クレジット
| - Minako Yoshida - All songs written - Vocals - Piano - Percussion |
| |
| - Haruomi Hosono - Electric Bass - Acoustic Guitar - Percussion |
| - Tatsuo Hayashi - Drums - Percussion |
| - Shigeru Suzuki - Electric Guitar - Percussion |
| - Masataka Matsutoya - Organ - Fender Organiano - Accordion - Percussion |
| |
| - Produced by - Haruomi Hosono, - Minako Yoshida, - Kinji Yoshino - for CITY MUSIC INC. - Head Arranged by - Minako Yoshida - and Caramel Mama - Orchestrated by - Minako Yoshida - Recording Engineering by - Kinji Yoshino - Remix Engineering by - Kinji Yoshino - and Masaki Nomura - Recorded at - Mouri studios, Meguro - Remixed at - Hit studios, Shibuya |
| |
| - Photography by - Joji Ide - Graphic Concept & Design by - Mitsuhiro Kushida - Management by - CITY MUSIC INC. |

## 発売形態
| 発売日         | 発売元                                | 規格  | 品番       | 備考 |
| -------------- | ------------------------------------- | ----- | ---------- | --- |
| 1973年9月21日  | SHOW BOAT ⁄ TRIO                      | LP    | 3A-1004    | - 茶帯：ゲートフォールド仕様 - 青帯：シングル・ジャケット |
| 1973年9月21日  | SHOW BOAT ⁄ TRIO                      | CT    | 3TC-2001   | カセット同時発売。 |
| 1980年7月5日   | SHOW BOAT ⁄ TRIO                      | LP    | 3SB-2002   | 【再発】赤帯：シングル・ジャケット |
| 1980年7月5日   | SHOW BOAT ⁄ TRIO                      | CT    | 3TC-1012   | 【再発】 |
| 1986年1月25日  | SHOW BOAT ⁄ 徳間ジャパン              | CD    | 30JC-143   | 初CD化。 |
| 1988年11月25日 | SHOW BOAT ⁄ 徳間ジャパン              | CD    | 25JC-350   | 【再発】 |
| 1992年12月21日 | SHOW BOAT ⁄ 徳間ジャパン              | CD    | TKCA-30757 | 【再発】 |
| 1994年10月25日 | SHOW BOAT ⁄ TDKコア                   | CD    | TDCD-1054  | 【再発】裏ジャケットなし |
| 1996年2月10日  | SHOW BOAT ⁄ VIVID SOUND               | LP    | VSLP-4005  | 【再発】 |
| 1999年4月20日  | SHOW BOAT ⁄ Sky Station               | CD    | SWAX-101   | 【再発】1999年リマスタリング/ダブル紙ジャケット仕様。解説：渡辺享。コレクターズ通しナンバー入り。 |
| 2003年6月25日  | SHOW BOAT ⁄ Sky Station               | CD    | SWAX-701   | - 『扉の冬+3』 - 【再発】ショーボート30周年記念エディション。24bitデジタル・リマスタリング/ダブル紙ジャケット仕様（オリジナル帯復刻）。『1973.9.21 SHOW BOAT 素晴しき船出』収録のライブ・トラック3曲追加収録。 |
| 2021年6月12日  | SHOW BOAT / TRIO / SOLID / ULTRA VIBE | UHQCD | CDSOL-1970 | - 【再発】当時のオリジナル・マスター・テープからのリマスタリング、高音質CD、UHQCDによるリイシュー。解説：除川哲郎。『扉の冬 BOX』同封CDの単品発売。初回盤スリーブケース付                                      |

## 関連作品
- ミレニアムシリーズ 吉田美奈子ベスト撰集  –  アルバム全9曲収録のベスト・アルバム。
- スーパー・ベスト【ベスト・バリュー 999】  –  アルバム全9曲＋ライブ・ヴァージョン3曲収録（2003年盤と同一内容）のベスト・アルバム。